# Dude
Dúde so glasbilo (pihalo) z vrečastim rezervoarjem za zrak (meh), ki je običajno iz usnja ali obdelane živalske kože, ter eno ali več piščalmi. Pogosto imajo dve vrsti piščali: na prvo godec igra melodijo, ostale pa proizvajajo konstanten spremljevalni ton (bordun). Nekatere različice imajo dvojno melodijsko piščal in so brez bordunskih piščali (npr. istrski mih, belokranjske diple). Obstajajo tudi različice glasbila s trojno melodijsko piščaljo. Dovod zraka v piščali je iz vreče, ki jo z usti napihuje godec. V nekaterih različicah godec napihuje meh s posebno napravo, ki jo ima privezano med trupom in komolcem proste roke, kar mu omogoča hkratno petje.
So eno najstarejših glasbil. Izhajajo verjetno iz Male Azije. So zelo razširjeno ljudsko glasbilo v Evropi, saj pozna ali je poznala skorajda vsaka regija svoje lokalne različice. V mnogih državah je v obdobju po svetovnih vojnah upadlo zanimanje za to glasbilo, kar je glasbilo potisnilo v pozabo. V nekaterih so ga v zadnjem času spet na novo oživeli in vsaj delno obudili iz pozabe (Nemčija, Švedska, Avstrija...).

### Dude na Slovenskem
Na Slovenskem poznamo dva samosvoja tipa dipel (vrsta dud) iz Bele krajine, dve vrsti istrskih dud v Slovenski Čičariji, neznan tip dud, ki je bil v uporabi v osemnajstem stoletju med koroškimi Slovenci, danes v Avstriji, ter srednjeveški tip dud, upodobljen na freskah. Najstarejše omenjeno ljudsko glasbilo prednikov Slovencev na tem prostoru je mehurna piščal, ki sicer ne sodi med dude, jim je pa po zgradbi in delovanju zelo blizu. Dokončno so dude na Slovenskem izumrle v obdobju po 1. svetovni vojni, v Beli krajini in Čičariji. Belokranjske dude (diple) se v zadnjem času na novo oživljajo v okviru folklornih skupin.

#### Diple
Diple so tip dud z dvojno melodijsko piščaljo, ki je razširjen po Balkanu (Dalmacija, Hercegovina, Črna Gora), v podobnih oblikah pa se družina teh glasbil razteza prek Grčije in Turčije in Severne Afrike še naprej na vzhod. So arhaična netemperirana glasbila, s svojim specifičnim zvokom in melodiko. V to skupino sodijo male belokranske diple. Velike belokranjske diple pa zgolj pogojno, ker se od ostalih razlikujejo v zgradbi in načinu igranja.

#### Istrske dude
Dve vrsti dud, ki sta bili še med vojnama v uporabi po krajih v Slovenski Čičariji, sta istrski meh ter šurle z mehom. Istrski meh, s piščaljo imenovano mešnice, sodi v isto skupino glasbil kot diple, vendar ima svojevrstno kombinacijo tonskih luknjic ter melodiko. Je značilen del tradicionalne kulture srednje in južne Istre. Meh s šurlami kot piščalmi je danes redkejši, saj ga je moč srečati le v tradicionalni glasbi določenih italijanskih skupnosti v Istri.

#### Srednjeveške dude
Dude, ki so bile v rabi na tem prostoru v srednjem veku in so naslikane na številnih freskah, so bile klasične srednjeveške dude zahodnega tipa (konična melodijska piščal, en ali dva borduna, krojen in sešit meh). Rekonstruiran in oživljen primer takih dud so nemške Schaeferpfeife. Danes najbolj znane dude tega tipa so velike škotske dude.